# Gitte Lillelund Bech
Gitte Lillelund Bech (født 21. januar 1969 i Aarhus) er en dansk erhvervsleder, tidligere minister og politiker fra partiet Venstre.
Lillelund Bech sad i Folketinget fra 1999 til 2013, valgt i Gladsaxekredsen (Københavns Omegns Storkreds. Hun var desuden forsvarsminister i regeringen Lars Løkke Rasmussen I. I august 2013 forlod hun Folketinget til fordel for en stilling i kommunikationsvirksomheden Advice.

## Uddannelse og civil karriere
Gitte Lillelund Bech er datter af lektor Jørgen Bech og laborant Helle Lillelund Bech. Hun er student fra Faaborg Gymnasium 1987 og blev bachelor i erhvervsøkonomi og matematik – HA(mat.) – i 1990. Bech er cand.merc(mat.) fra Handelshøjskolen i København i 1992.
Efter sin uddannelse arbejdede hun som analytiker i Danske Bank 1991-94, som konsulent hos COWI Rådgivende Ingeniører A/S 1994-98 og som økonom i Nykredit 1998-99.
Fra 2013 til sommeren 2014 arbejdede hun i kommunikationsvirksomheden Advice. Herefter blev hun direktør for Danske Havne, og februar 2016 vendte hun tilbage til Advice som public affairs director.

## Politisk karriere
Gitte Lillelund Bech var næstformand/sekretær i Venstre i Østre Storkreds (10. kreds) 1991-1996, medlem af Bydelsrådet på Indre Østerbro 1996-2001 og formand for Udvalget vedrørende Havnen under Bydelsrådet 1996-98.
Gitte Lillelund Bech har siden 1996 været partiets folketingskandidat i Gladsaxekredsen. Hun blev valgt ind i Folketinget i oktober 1999, hvor hun afløste Bertel Haarder som medlem af Folketinget .
I 1999 var hun kandidat til Europa-Parlamentet for Venstre. 
I 2009 blev Gitte Lillelund Bech Ridder af Dannebrog.
I 2010 blev hun ved ministerrokaden i februar udnævnt til forsvarsminister efter Søren Gade.
Ved folketingsvalget i september 2011, blev Gitte valgt ind med 1745 personlige stemmer. Gitte Lillelund Bech bestred her posten som formand for Folketingets Skatteudvalg.
Gitte Lillelund Bech sad i Erhvervs, Vækst- og Eksportudvalget, Udvalget for Udlændinge og Integrationspolitik samt Forsvarsudvalget. Desuden var Gitte Lillelund Bech stedfortræder for Lars Løkke Rasmussen i Det Udenrigspolitiske Nævn. Gitte Lillelund Bech forlod Folketinget i august 2013 for at tage et job som lobbyist i bureauet Advice. Hendes arbejdsopgave var at advokere for at forsvaret skulle erstatte F-16 kampflyet med den europæisk udviklede Eurofighter. Hendes plads i Folketinget blev overtaget af Jakob Engel-Schmidt.
Gitte Lillelund Bech har tidligere være Venstres udviklingsordfører (2010), indfødsretsordfører (2007-2010), transportpolitisk ordfører (2005-2006) samt uddannelsespolitisk ordfører (2001-2005). Derudover har Gitte Lillelund Bech været medlem af Udenrigsudvalget, Forsvarsudvalget og Indfødsretsudvalget.
Ydermere har Gitte Lillelund Bech tidligere været Formand for Det Udenrigspolitiske Nævn (2006-2010) og næstformand for Forsvarsudvalget (2005-2006).
Endelig har Gitte Lillelund Bech været medlem af Forsvarskommissionen af 2009.

## Forsvarsminister
Gitte Lillelund Bech var Danmarks første kvindelige forsvarsminister, en post hun bestred i 18 måneder. Under sin tid som forsvarsminister var Gitte Lillelund Bech blandt andet flere gange I Afghanistan, hvor hun besøgte Danmarks tropper – blandt andet sammen med Dronning Margrethe og Kronprins Frederik. Derudover havde Gitte Lillelund Bech en central rolle, da Danmark den 18. marts 2011 med et bredt flertal i Folketinget valgte at gå militært ind i borgerkrigen i Libyen med det formål at bekæmpe Muammar Gaddafis styrker og dermed det tyranniske diktatur, der havde præget landet i mange år.
Gitte Lillelund Bech udtrådt i august 2013 af Folketinget for at tiltræde et job som lobbyist i firmaet Advice. Hendes opgave er at skaffe kunden Eurofighter ordren om at levere nye kampfly til Danmarks Forsvar.

## Politiske resultater
Gitte Lillelund Bech fik i sin tid som Forsvarsminister gennemført en ny veteranpolitik sammen med daværende Indenrigs- og Sundhedsminister, Bertel Haarder, og Socialminister, Benedikte Kiær. Den nye veteranpolitik betød, at 19 nye initiativer skulle styrke grundlaget for at anerkende og støtte udsendte soldater, pårørende og veteraner.
Mangfoldighed er også et emne der står højt på Gittes dagsorden, eftersom hun i 2011 afholdte en høring der skulle føre til en idébank, som kunne være endnu bedre til at tiltrække og fastholde kvinder og etniske minoriteter i forsvaret. 
Gitte stod desuden bag opstramningen af økonomien i forsvaret, der mundede ud i en implementeringsplan, juni 2010.
I sin tid som uddannelsesordfører, var Gitte Lillelund også med til at gennemføre gymnasiereformen,  og som transportpolitisk ordfører var hun ligeledes med til at indgå en politisk aftale om at investere i skinnenettet samt et nyt signalsystem.

## Eksterne kilder og henvisninger
- Wikimedia Commons har flere filer relateret til Gitte Lillelund Bech
- Gitte Lillelund Bechs biografi på Folketingets hjemmeside
- DRs politiske profil for Gitte Lillelund Bech